# Sligo
Sligo (en irlandès Sligeach) és una ciutat de la República d'Irlanda, cap del Comtat de Sligo. No té el rang de ciutat city sinó el de Borough. És el segon major centre urbà de la província de Connacht, després de Galway.

## Etimologia
El nom Sligo deriva del nom irlandès de la ciutat, Sligeach, que significa "lloc on hi ha un munt de marisc," a causa de la presència de restes fossilitzades de cloïsses. També hi ha empremtes de l'ús de foc que es remunten a l'Edat de Pedra. Més recentment es'ha proposat que podria significar Slighe i que faria referència a una ruta important, Cuan Slighe dha Atha, és a dir, El camí del port pels dos guals. El riu Garavogue es diu Sligeach en gaèlic.

## Geografia

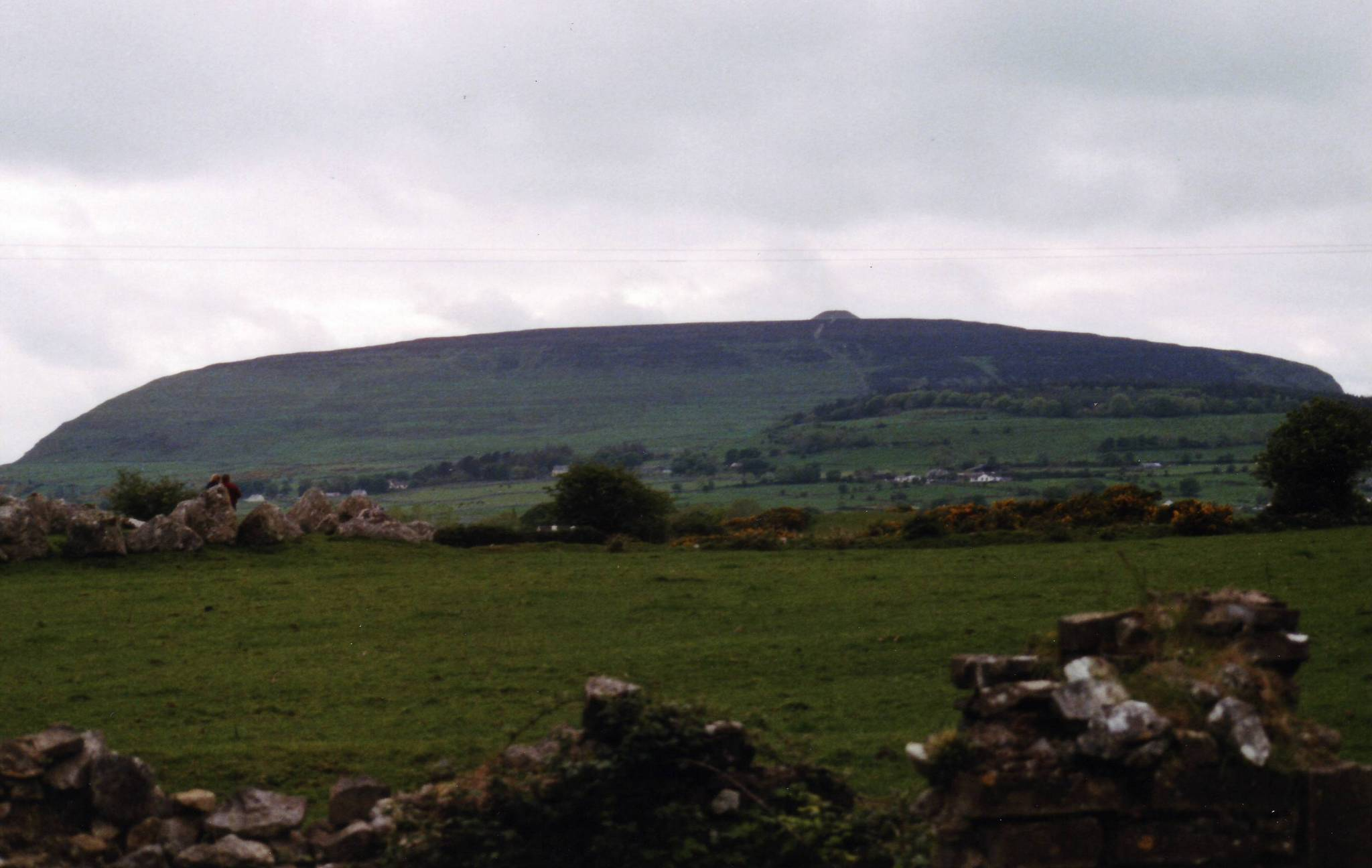
La Knocknarea, amb el túmul de la reina Maeve

Sligo està situat als marges del riu Garavogue, just quan es dirigeix a desembocar en el mar. A l'est s'hi troba el llac lough Gill, al nord el Ben Bulben i les Muntanyes Dartry, al sud-est un agrupament de turons visibles i al sud-est hi ha la Knocknarea (vora de Strandhill),on es troba una tomba prehistòrica anomenada « de la reina Maeve ».

## Cultura
El poeta William Butler Yeats (premi Nobel de literatura de 1923) va estar molt vinculat a Sligo. Gran part dels seus escrits descriuen els voltants de Sligo. Yeats va passar part de la seva joventut a Sligo i després de la seva mort en 1939 va ser enterrat en el cementiri de Drumcliffe (Comtat de Sligo).
Sligo ha acullit les edicions del Fleadh Cheoil en 1989, 1990 i 1991.
També té el seu propi equip de futbol, el Sligo Rovers F.C..

## Galeria d'imatges

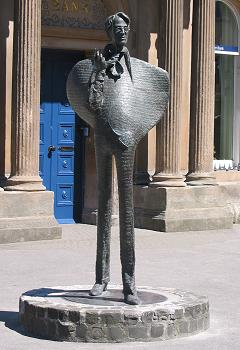
Estàtua de W. B. Yeats fora de l'Ulster Bank
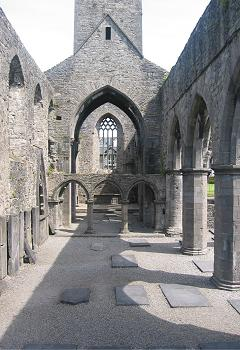
El cor de l'abadia de Sligo
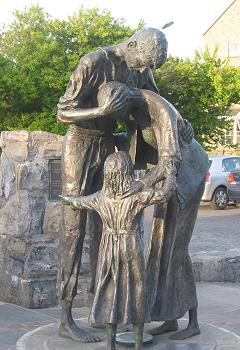
Sligo Famine Memorial
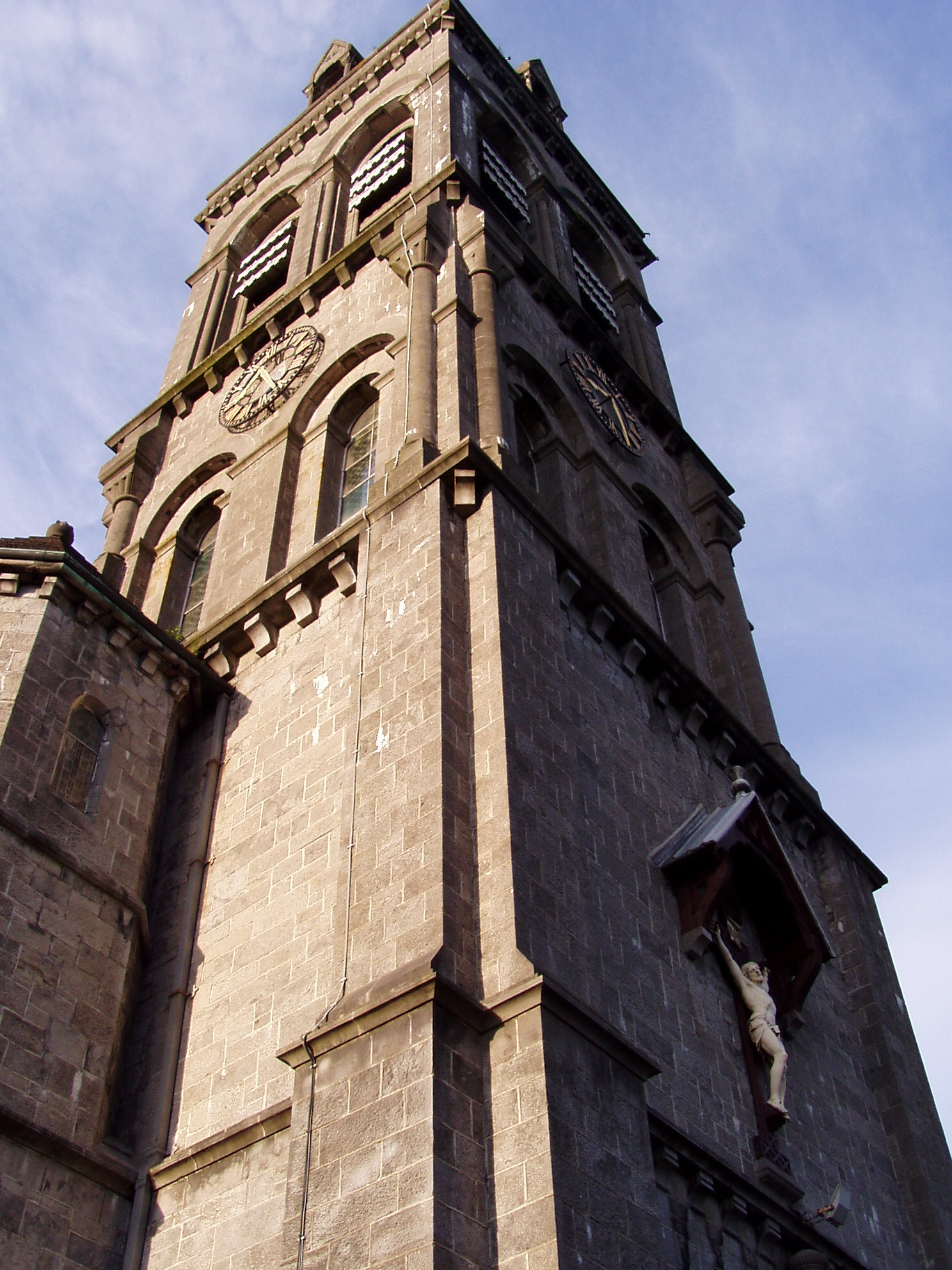
Rellotge de la torre de la Catedral catòlica
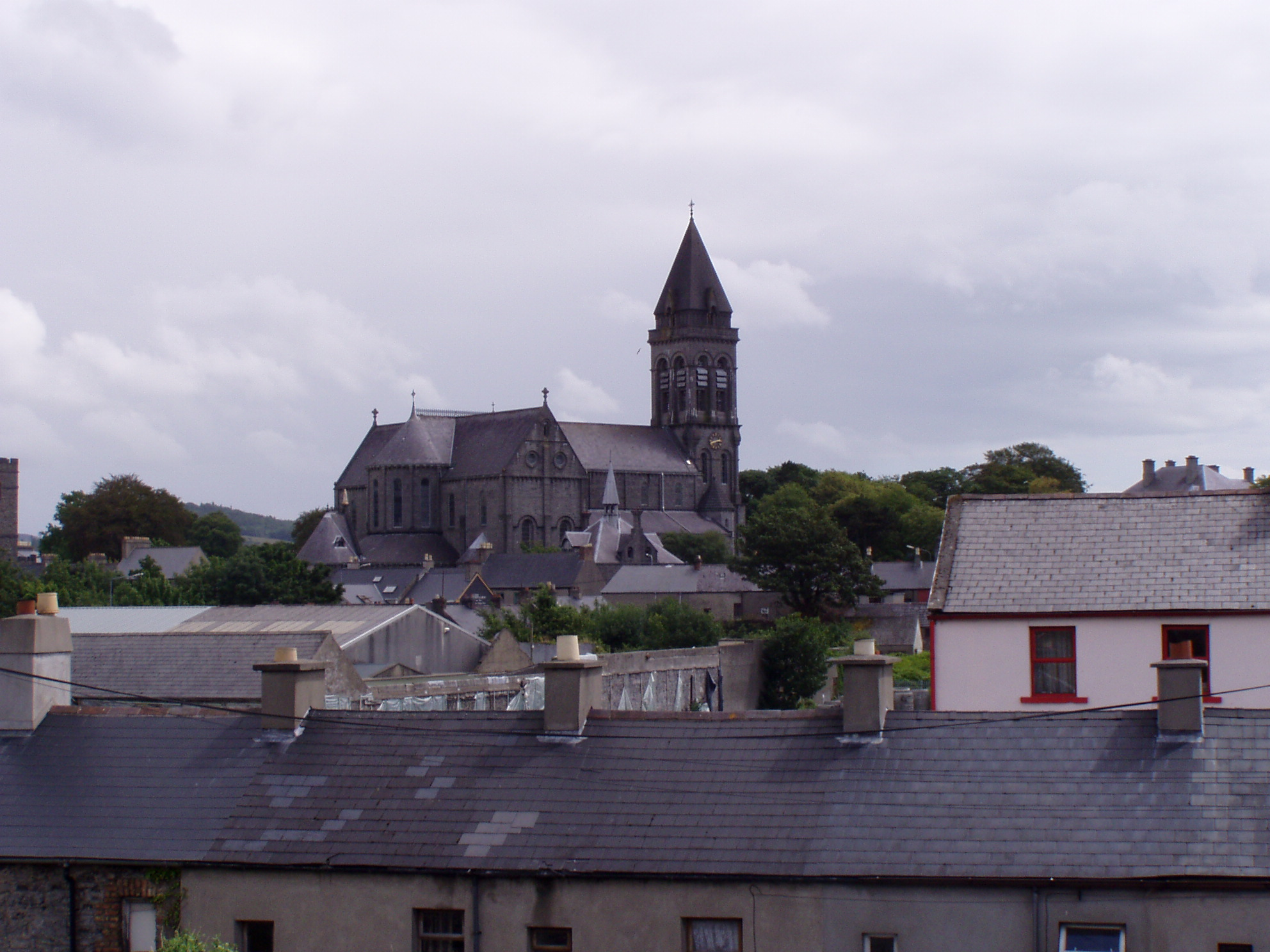
Catedral catòlica romana
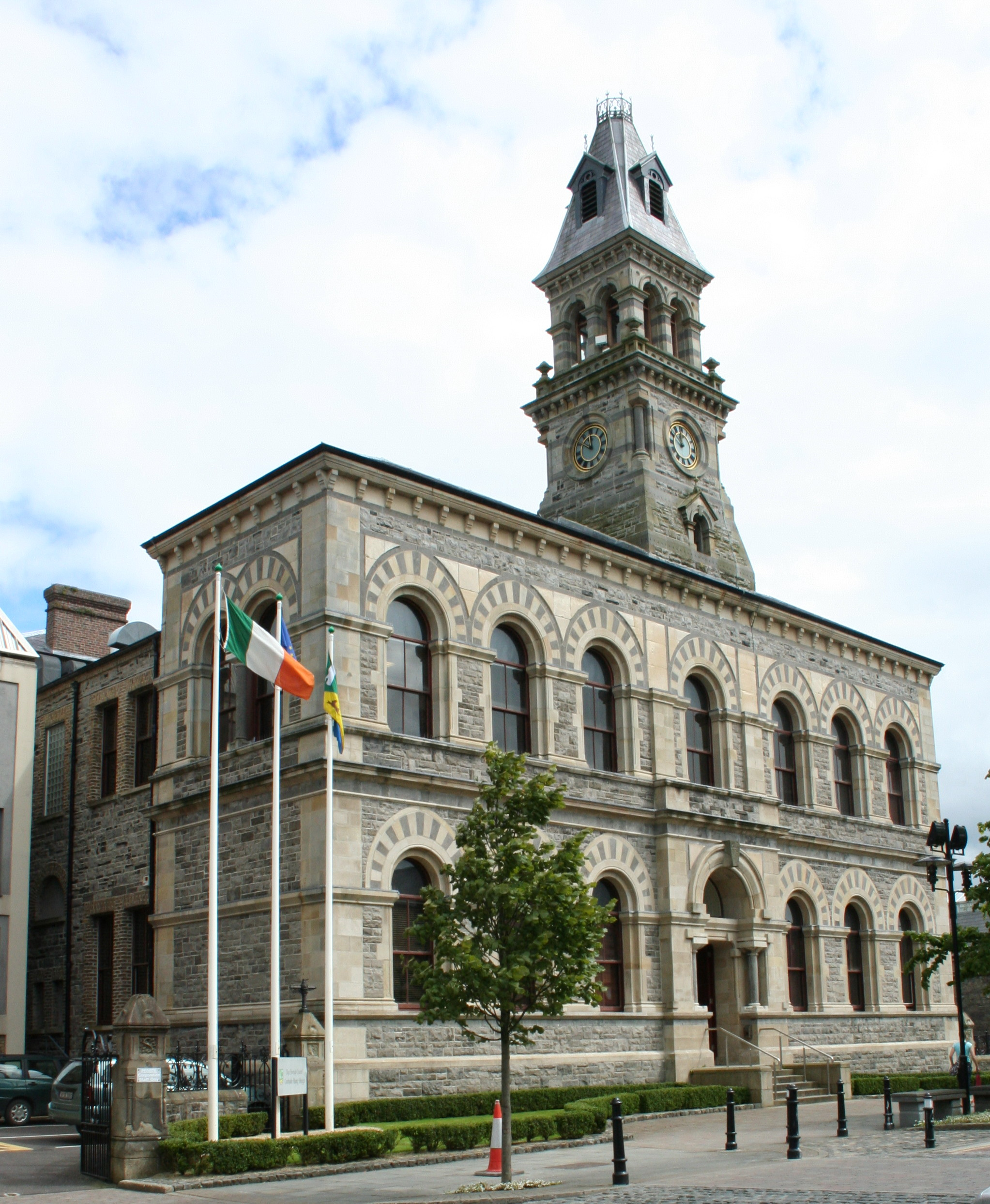
Consell municipal de Sligo
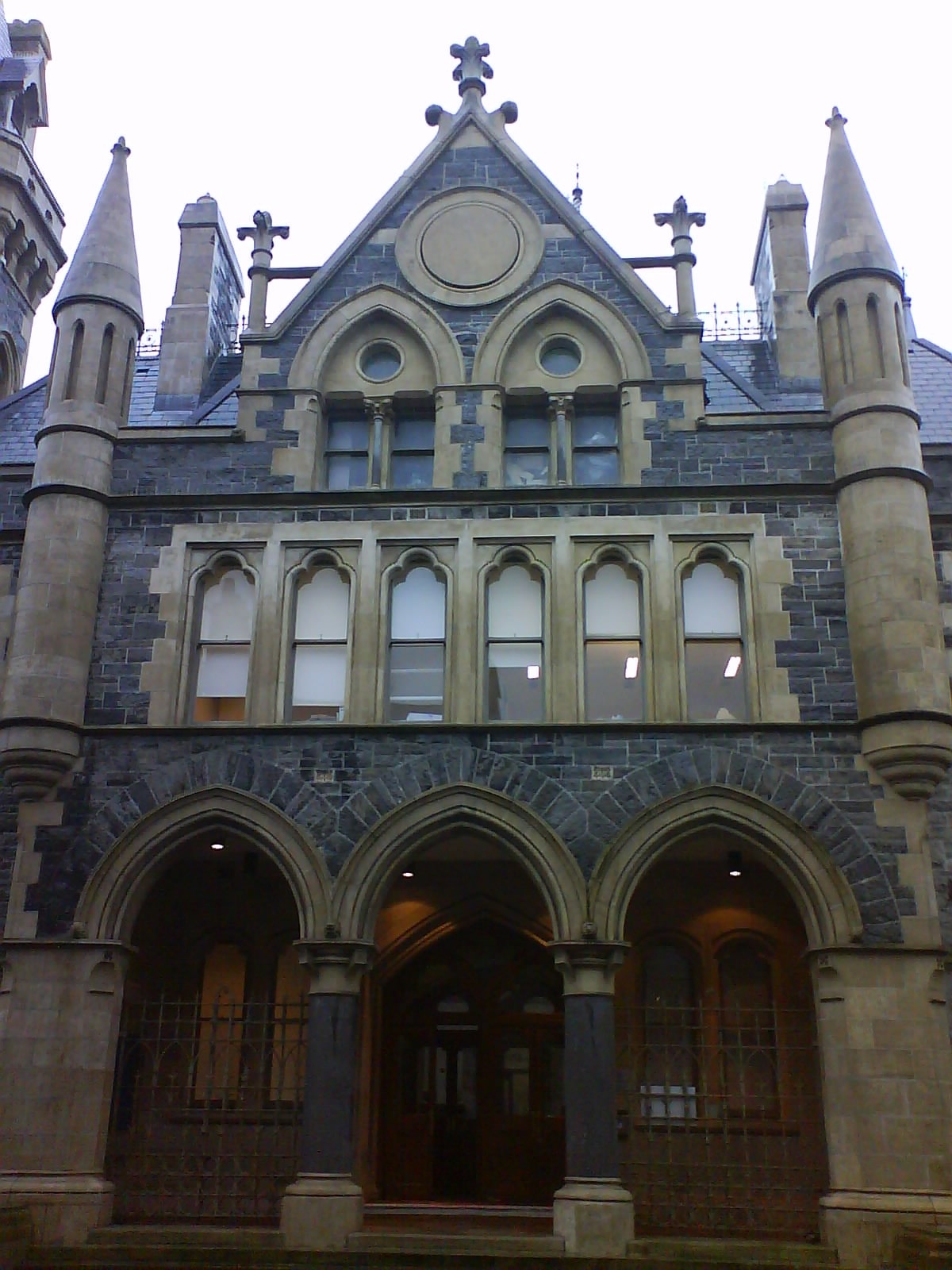
Els jutjats
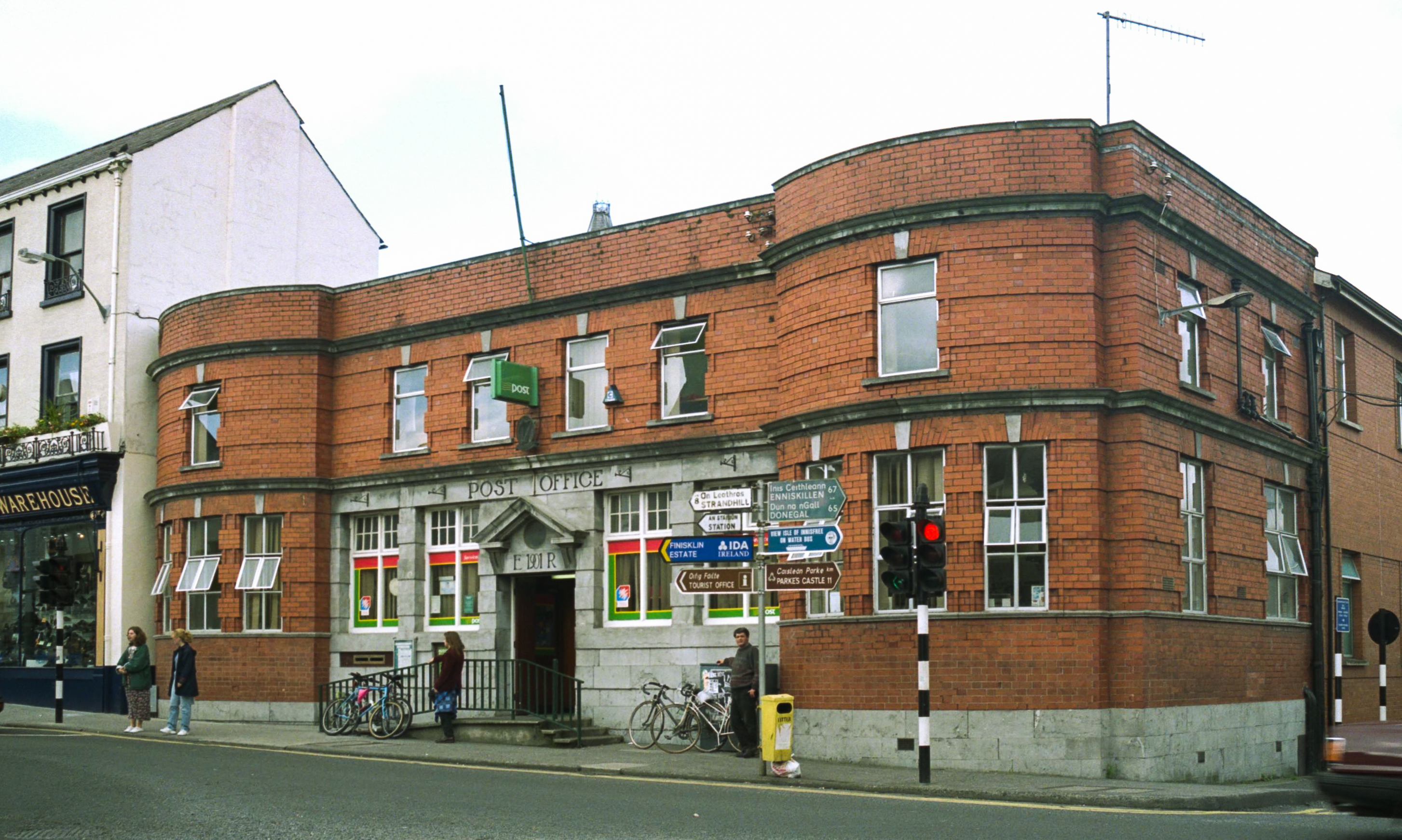
Oficina de correus de 1996
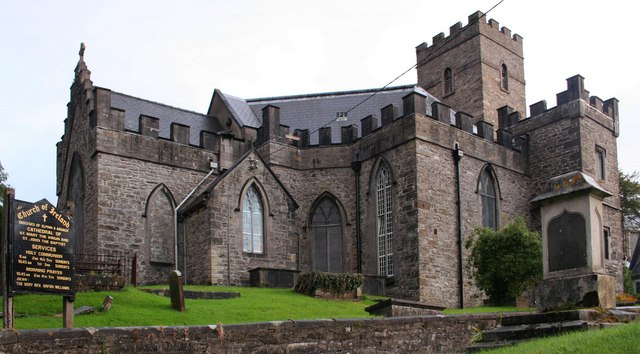
Catedral de Sant Joan Baptista de Sligo, Església d'Irlanda

## Agermanaments
- Crozon (Kraozon)
- Kempten im Allgäu
- Tallahassee
- Illapel

## Persones il·lustres
- Neil Jordan, director de cinema.
- Ray MacSharry, ministre irlandès i membre de la Comissió Europea
- Dervish (grup musical)